# Едмунд I фон Шварценберг
Едмунд I фон Шварценберг (на немски: Edmund I von Schwarzenberg; * сл. 1486/1500, Хоенландсберг, Средна Франкония; † 16 март 1553) от фамилията Зайнсхайм, е фрайхер на Шварценберг, господар на Бирсет и Шамплон в Белгия и майор на Лиеж.

## Произход
Той е вторият син на фрайхер Еркингер II фон Зайнсхайм († 1510/1518) и Аполония фон Марк († 1540), вдовица на Дирк/Дитрих фон Палант-Вилденбург († 1481), дъщеря на Йохан II фон Марк-Аренберг (1410 – 1470) и графиня Анна Агнес фон Вирнебург († 1480). По-големият му брат Вилхелм I фон Зайнсхайм (1486 – 1526) е фрайхер на Зайнсхайм (1510 – 1526).

## Фамилия
Едмунд I фон Шварценберг се жени през 1536 г. в Херк-де-Стад за Елеонора фон Корсварем († 1583), дъщеря на Жак де Корсварем († 8 май 1511) и Катерина де Хуй-Бирсет. Те имат десет деца:
- Ерхард († 1546, убит в Гинген)
- Фридрих († пр. 27 февруари 1591), каноник в „Св. Ламберт“ в Лиеж
- Якоб († 23 юни 1565, убит в „Ст. Елме“), комтур на Тевтонски орден
- Антон
- Албертина († 15 януари 1579), абатиса в Беркенроде
- Елеонора († сл. 20 ноември 1599)
- Анна († 1578), омъжена за Йохан фон Росем († 24 ноември 1558)
- Адриана (* 1538; † сл. 1574), омъжена за Даниел ван Гхор ван дем Вижер († сл. 1574)
- Катарина (* 1539; † 17 януари 1551), омъжена за Адолф фон Гюлпен († 18 май 1568)
- Емонд II фон Шварценберг (* ок. 1540; † сл. 2 октомври 1620), фрайхер на Шварценберг, господар на Бирсет, женен I. за Клодина де Барбансон († ок. 6 април 1601), II. 1602 г. за Магдалена Берге фон Трипс († 1603), III. пр. 1609 г. за Маргарета т'Серклаес († 1634)